# Phyllomaeus gloriosa
Phyllomaeus gloriosa är en skalbaggsart som först beskrevs av Louis Albert Péringuey 1899.  Phyllomaeus gloriosa ingår i släktet Phyllomaeus och familjen långhorningar. Inga underarter finns listade i Catalogue of Life.